# Red nose

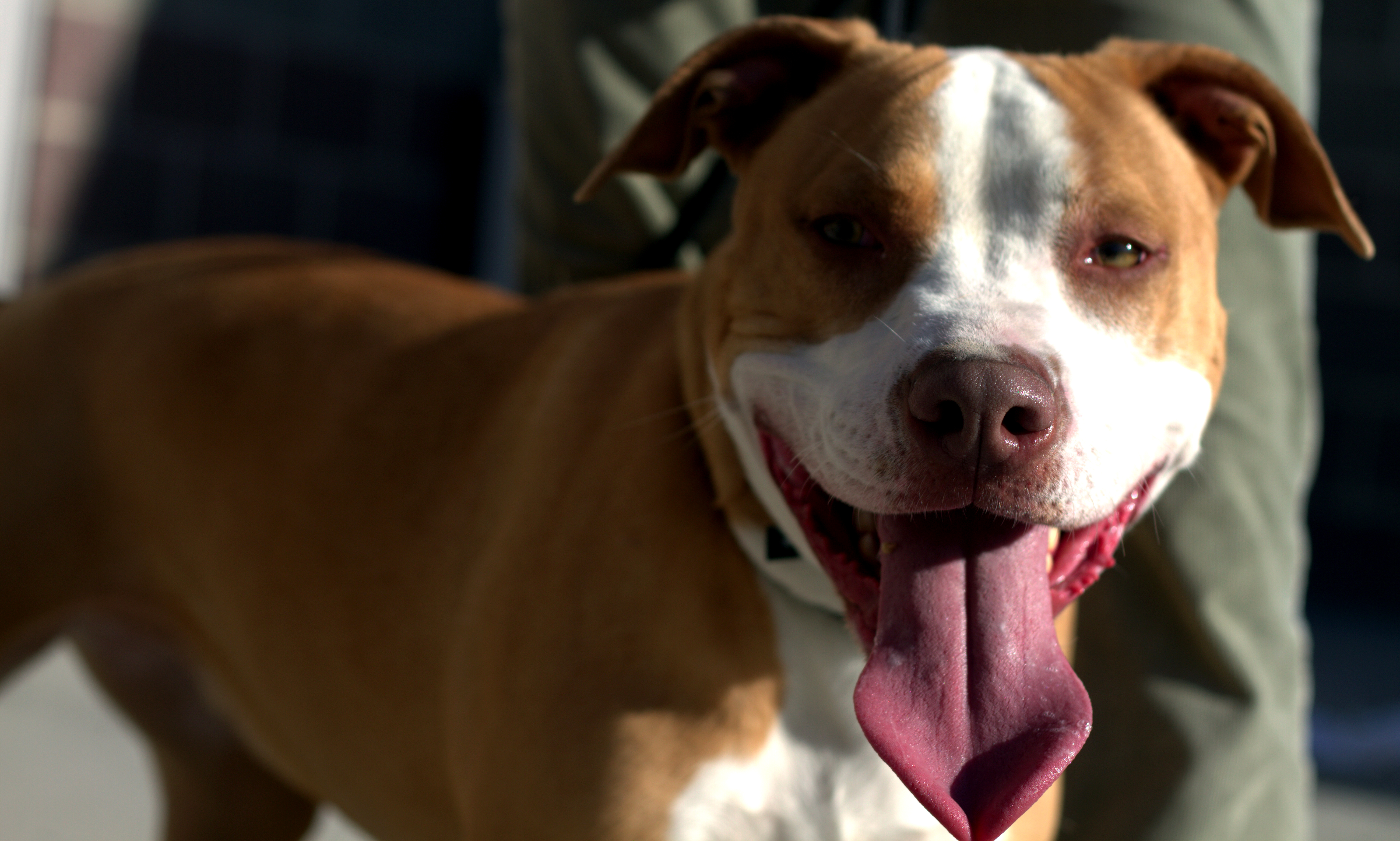
Cão da raça American Pit Bull Terrier, red nose

Red Nose (do inglês "nariz vermelho") é um termo usado para denominar cães com narinas de coloração vermelho-fígado. O termo surgiu entre os criadores de Pit Bull, mas a coloração está presente em diversas raças caninas, como por exemplo no pointer inglês, american bully, dogue de bordeaux, braco alemão e etc.
Este nome tem origem na pigmentação vermelha, presente nas mucosas externas (e por várias vezes nas internas, ou parte delas) do nariz de cães da raça American Pit Bull Terrier, mais conhecidos como Pit Bulls. Isto porque por muito tempo os cães com nariz preto eram praticamente uma hegemonia dentro desta raça, e assim que surgiram exóticos exemplares de nariz vermelho no século XX, o termo surgiu como diferenciativo, assim como ao mesmo tempo também o termo black nose (para os de nariz preto). A única diferença entre os Red nose e os Black nose é unicamente a cor do nariz, desta forma os termos só existem para diferenciar as cores. Aspectos comportamentais ou anatômicos não diferem.
Nos casos em que os cães apresentam despigmentação parcial ou total da trufa (nariz), não são Red Nose, mas sim Dudley nose.
Pit bulls com essa coloração de narinas descendem na sua maioria de cães de origem irlandesa, de uma cepa de linhagens chamada Old Family Red Nose (OFRN); embora, grandiosa parte dos exemplares red nose atuais não podem ser considerados como pertencentes a esta família, por não serem descendentes inteiros dos OFRN já que possuem muito mais sangue de outras linhagens diferentes. Old Family Red Nose (OFRN) é uma antiga família de linhagens de American Pit Bull Terrier (APBT), onde a grande maioria de seus exemplares possuíam pelagem exótica da cor vermelho com as narinas igualmente vermelhas, e que posteriormente foi selecionada e aprimorada pelo precursor William J. Lightner no século XX.